# Парк Жоржа Енрі
Парк Жоржа Енрі (фр. Parc Georges Henri) — парк в брюсселському східному передмісті Волюве-Сен-Ламбер, Бельгія. Створений в 1985 році, на місці кладовища Еттербік (фр. Etterbeek). Площею 3 га. Доріжки парку замощені могильними плитами цього кладовища, закритого в 1966 році. 

## Історія
Парк було створено на місці кладовища Еттербік, котре діяло в 1897—1966 рр. Після закриття кладовища земельну ділянку 3 га збиралися розділити на декілька ділянок з різними цільовими функціями. Проте в 1985 році було вирішено залишити ділянку цілою та перетворити її на парк. 